# Cuerpo asteroide

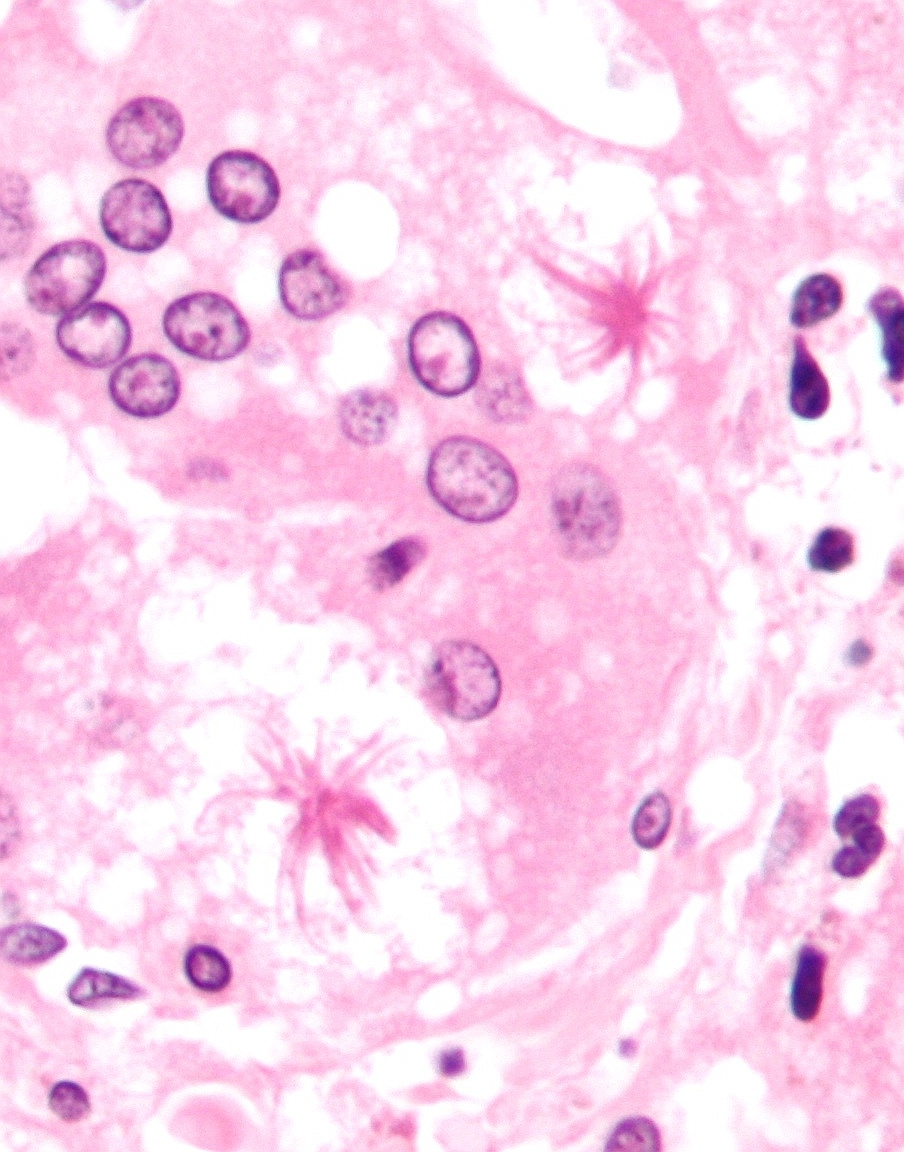
Dos cuerpos de asteroides. Tinción con Hematoxilina-Eosina.

Un cuerpo de asteroide es un hallazgo microscópico que se observa dentro de las células gigantes de los granulomas en enfermedades como la sarcoidosis y en las reacciones gigantocelulares a cuerpo extraño.
Existe controversia sobre su composición. Tradicionalmente,  se pensaba que se trataba de elementos del citoesqueleto y que consistían principalmente de vimentina.  Sin embargo, investigaciones más recientes sugieren que esto era incorrecto y que pueden estar compuestos de lípidos organizados en bicapas.
También se pensó que estaban relacionados con los centriolos, un orgánulo implicado en división celular en eucariotas.

## Imágenes adicionales

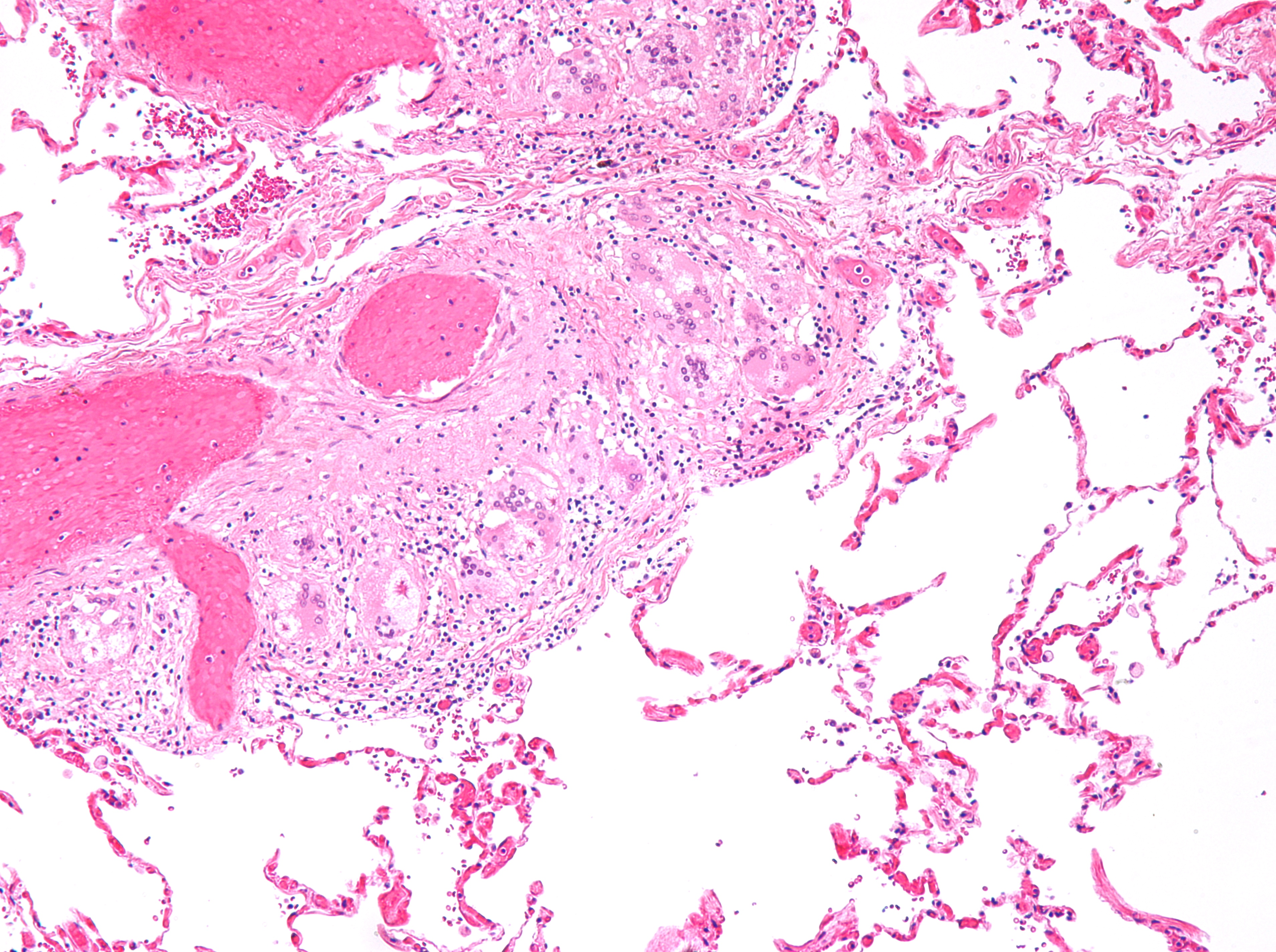
Micrografía de cuerpos de asteroides en sarcoidosis pulmonar. Tinción con hematoxilina eosina.
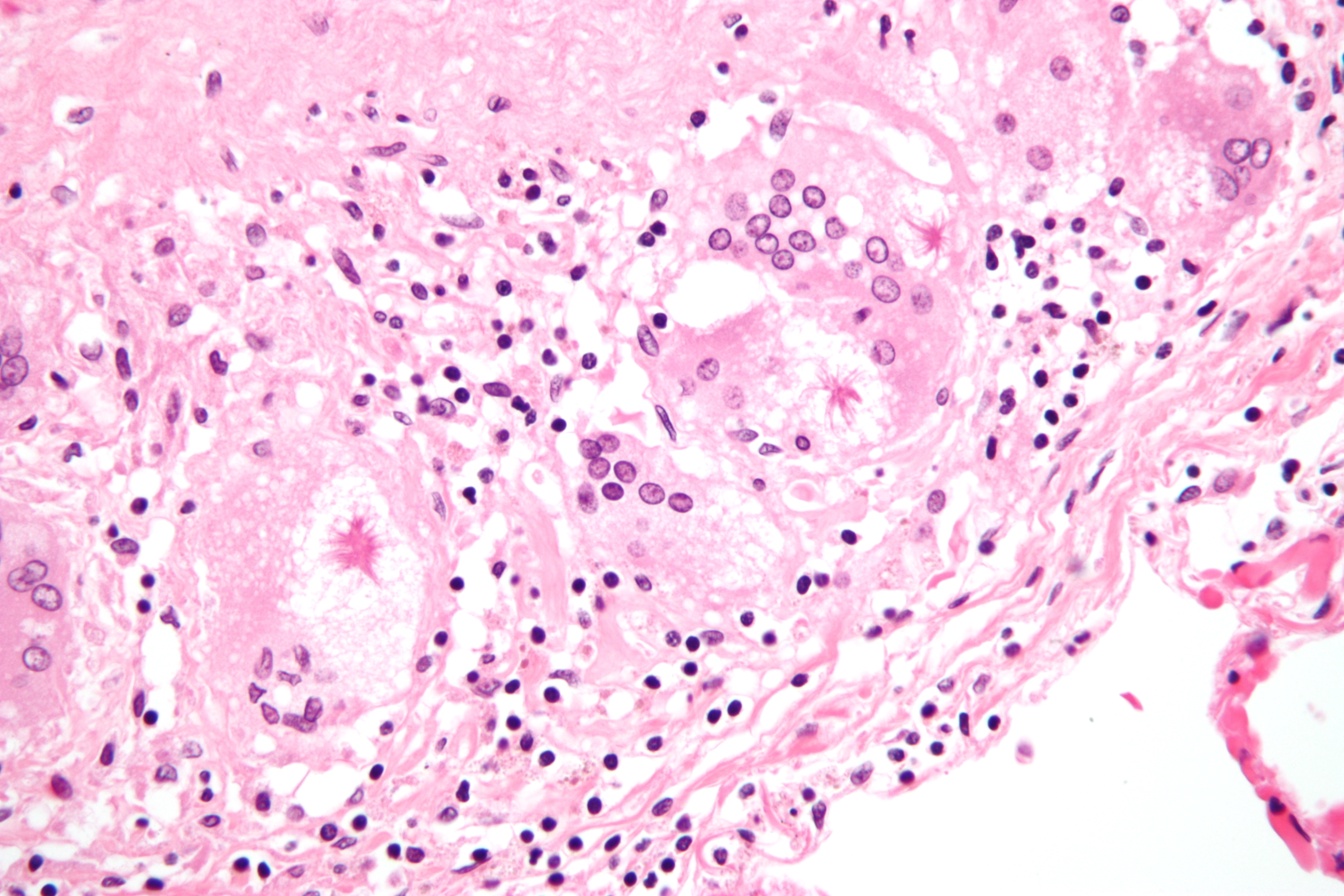
Micrografía de cuerpos de asteroides en sarcoidosis pulmonar. Tinción con hematoxilina eosina.
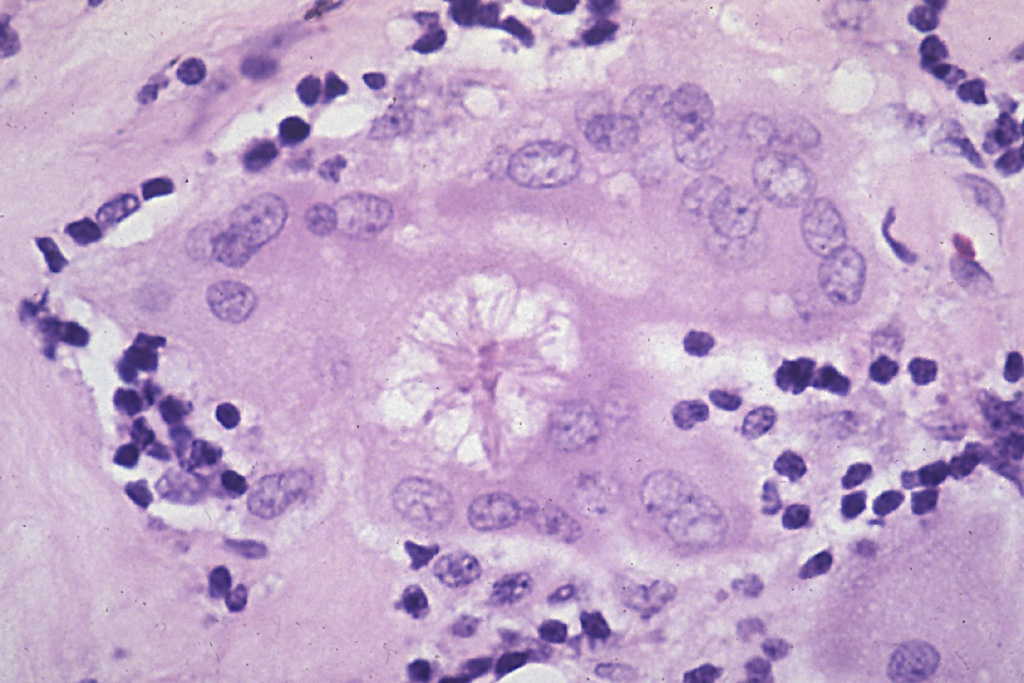
Cuerpo de asteroide en sarcoidosis.